# Watergod
Een watergod of -godin is een godheid die verbonden is met een bepaalde rivier, meer of zee, dan wel aan water in het algemeen. Vooral in het animisme is er sprake van veel soorten goden. Zo is er ook een zonnegod en een dondergod. Voorbeelden van watergoden/godinnen zijn onder andere:

## Riviergoden
- Acis op Sicilië
- Tiberinus, de god van de Tiber
- Boann, de godin van de Boyne in Ierland
- Ismenos, de god van de gelijknamige rivier in Griekenland
- Kladeos
- De Naiaden
- Nyaminyami, de god van de Zambezi
- Peneus
- Skamandros, de god van de Karamenderes in Turkije
- Sequana, de godin van de Seine

## Zeegoden
- Aegir
- Manannán mac Lir
- Neptunus
- Njord
- De Oceaniden
- Poseidon
- Sedna
- Triton
- Nehalennia

## Overige
- Chalchiuhtlicue, een Azteekse watergodin
- Enki
- Gun
- Tlaloc, een Azteekse watergod
- Yu